# Scorpaenodes tredecimspinosus
Scorpaenodes tredecimspinosus är en fiskart som först beskrevs av Jan Metzelaar, 1919.  Scorpaenodes tredecimspinosus ingår i släktet Scorpaenodes och familjen Scorpaenidae. Inga underarter finns listade i Catalogue of Life.